# L'exòtic Hotel Marigold

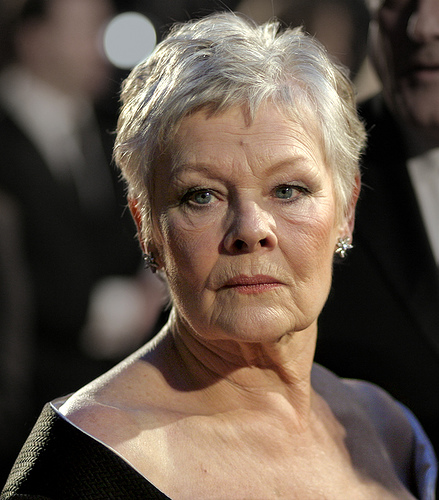
Judi Dench, el 2007.

L'exòtic Hotel Marigold (originalment en anglès, The Best Exotic Marigold Hotel) és una pel·lícula de comèdia dramàtica britànica del 2011 dirigida per John Madden. El guió, escrit per Ol Parker, està basat en la novel·la del 2004 These Foolish Things de la novel·lista Deborah Moggach, i compta amb un repartiment coral format per Dev Patel, Judi Dench, Celia Imrie, Bill Nighy, Ronald Pickup, Maggie Smith, Tom Wilkinson i Penelope Wilton, com un grup de pensionistes britànics que es traslladen a un hotel de jubilats a l'Índia, dirigit pel jove i ansiós Sonny, interpretat per Patel. La pel·lícula va ser produïda per Participant Media i Blueprint Pictures amb un pressupost de 10 milions de dòlars. La versió doblada al català es va estrenar el 28 de desembre de 2018 a TV3.
Els productors Graham Broadbent i Peter Czernin van veure per primera vegada el potencial d'una pel·lícula a la novel·la de Deborah Moggach amb la idea d'explorar la vida de la gent gran més enllà del que es podria esperar del seu grup d'edat. Amb l'ajuda del guionista Ol Parker, van idear un guió en el qual treuen completament els personatges grans del seu element i els involucren en una comèdia romàntica.
El rodatge principal va començar el 10 d'octubre de 2010 a l'Índia, i la major part de la producció va tenir lloc a l'estat indi de Rajasthan, incloses les ciutats de Jaipur i Udaipur. Ravla Khempur, un hotel eqüestre que va ser originalment el palau d'un cap tribal al poble de Khempur, va ser escollit com a lloc per a l'hotel cinematogràfic.
La pel·lícula es va estrenar al Regne Unit el 24 de febrer de 2012 i va rebre una acollida positiva per part de la crítica; L'exòtic Hotel Marigold es va estrenar amb grans guanys de taquilla al Regne Unit i va encapçalar la taquilla després del segon cap de setmana al llançament. Es va convertir en un èxit sorpresa després del seu llançament internacional, i finalment va recaptar gairebé 137 milions de dòlars a tot el món.
Va ser classificada entre els llançaments més taquillers del 2012 a Austràlia, Nova Zelanda i el Regne Unit, i com un dels llançaments especialitzats més taquillers de l'any. Una seqüela, The Second Best Exotic Marigold Hotel, va començar la producció a l'Índia el gener de 2014 i es va estrenar el 26 de febrer de 2015.
La pel·lícula es va adaptar a una obra teatral el 2022.